# SuperTed
SuperTed est une série d'animation britannique (Pays de Galles) en 36 épisodes de sept minutes, créée par Mike Young et diffusée entre le 10 octobre 1983 et le 5 décembre 1985 sur S4C.
En France, la série a été diffusée à partir du 23 décembre 1983 dans l'émission Destination Noël sur TF1. Rediffusion dans Croque-Vacances, puis à partir du 25 novembre 1991 dans Club Dorothée sur TF1.

## Synopsis
SuperTed est initialement un ours en peluche défectueux. Alors qu'il est mis au rebut, un être venu de l'espace lui donne vie grâce à de la poussière cosmique puis l'emmène sur un nuage où la fée Nature lui donne des pouvoirs magiques.
Dès lors, SuperTed et son ami Spotty s'efforcent tout au long des épisodes de combattre les forces du mal, souvent personnifiées par un ennemi récurrent sous les traits d'un cow-boy.

## Voix françaises
- José Lucioni : Super Ted
- Francis Lax : Spotty, Bulk
- Roger Carel : Tex, Squelette
- Albert Augier : le narrateur

## Épisodes
1. La Bonne Femme nature (SuperTed and Mother Nature)
2. SuperTed et le gorille (SuperTed and the Gorilla)
3. SuperTed et la cité de la mort (SuperTed and the City Of The Dead)
4. SuperTed et le cimetière des éléphants (SuperTed and the Elephant's Graveyard)
5. SuperTed et les rapaces géants (SuperTed and the Giant Kites)
6. SuperTed et la mine d'or (SuperTed and the Goldmine)
7. SuperTed et le magicien (SuperTed and the Great Horrendo)
8. SuperTed et les trafiquants d'armes (SuperTed and the Gun Smugglers)
9. SuperTed et le trésor des Incas (SuperTed and the Inca Treasure)
10. SuperTed et les bûcherons (SuperTed And the Lumberjacks)
11. SuperTed et les noix du Brésil (SuperTed and Nuts In Space)
12. SuperTed et les pêcheurs de perles (SuperTed and the Pearlfishers)
13. Spéléologue (SuperTed and the Pothole Rescue)
14. SuperTed et la fusée volée (SuperTed and the Stolen Rocket)
15. SuperTed et le train volé (SuperTed and the Train Robbers)
16. Des problèmes dans l'espace [1/2] (SuperTed and Trouble in Space [1/2])
17. Des problèmes dans l'espace [2/2] (SuperTed and Trouble in Space [2/2])
18. SuperTed et le château hanté (SuperTed at Creepy Castle)
19. SuperTed et la fête foraine (SuperTed at the Funfair)
20. SuperTed au magasin de jouets (SuperTed at the Toy Shop)
21. SuperTed à Chinatown (SuperTed in China Town)
22. SuperTed au Pôle Nord (SuperTed in the Arctic)
23. SuperTed sauve la poussière (SuperTed Kicks Up the Dust)
24. SuperTed et la planète Spot (SuperTed on Planet Spot)
25. L'Aventure de Bulk (Bulk's Story)
26. SuperTed rencontre le Père Noël (SuperTed Meets Father Christmas)
27. La boule de cristal (SuperTed and the Crystal Ball)
28. Le Mot magique [1/2] (SuperTed and the Magic Word [1/2])
29. Le Mot magique [1/2] (SuperTed and the Magic Word [1/2])
30. SuperTed et les baleines (SuperTed and the Whales)
31. SuperTed au Texas (SuperTed in Texas)
32. Spotty et les indiens (SuperTed in Spotty and the Indians)
33. SuperTed et le serpent à sonnette (SuperTed and the Rattle Snake)
34. SuperTed donne une leçon de conduite (SuperTed Goes Round the Bend)
35. Le Rêve de SuperTed (SuperTed's Dream)
36. SuperTed et le mauvais sort (Tex's Magic Spell)

## Générique français
Un ours s'envole, en cape énorme

En costume rouge, qui change de forme

Grâce à sa phrase secrète, c'est SuperTed

SuperTed, SuperTed

Qui intervient pour faire le bien, même sur notre planète ?

SuperTed, SuperTed, SuperTed, SuperTed !

## Commentaires
- En 1989, treize nouveaux épisodes de 30 minutes ont été produits avec Hanna Barbera pour les États-Unis et le Royaume-Uni où le personnage de SuperTed reste très populaire.
- Un épisode de 7 minutes a même été produit pour la sécurité routière britannique.